# Pleuroprucha rudimentaria
Pleuroprucha rudimentaria là một loài bướm đêm trong họ Geometridae.